# SmileBox
 (juin 2025).
Si vous disposez d'ouvrages ou d'articles de référence ou si vous connaissez des sites web de qualité traitant du thème abordé ici, merci de compléter l'article en donnant les références utiles à sa vérifiabilité et en les liant à la section « Notes et références ».
 (juin 2025).
Le procédé SmileBox est un mode d'affichage d'une image ou source vidéo sur un téléviseur, un moniteur vidéo ou informatique. 
Ce format est utilisé depuis [Quand ?] pour adapter les distorsions géométriques des films tournés pour des écrans incurvés, comme le cinérama, à un écran plat et rectangulaire.